# 박융노
박융노(薄戎奴, ? ~ 기원전 140년)는 전한 중기의 외척으로, 오군 사람이다. 거기장군 박소의 아들이다.

## 행적
문제 11년(기원전 169년), 박소의 뒤를 이어 지후(軹侯)에 봉해졌다.
지역후 30년(기원전 140년)에 죽어 시호를 역이라 하였고, 아들 박량이 작위를 이었다.

## 출전
- 사마천, 《사기》 권19 혜경간후자연표
- 반고 《한서》 권19 외척은택후표

| 선대 아버지 박소 | 전한의 지후 기원전 169년 ~ 기원전 140년 | 후대 아들 박량 |